# Callopistria nana
Callopistria nana là một loài bướm đêm trong họ Noctuidae.